# Родни Сохер
| држава_рођења =
| датум_смрти = 25. јануар 1983. (89 год.)
| место_смрти = Вестминстер
| држава_смрти =  Уједињено Краљевство
| држављанство = британско
| висина =
| тежина =
| позиција =
| вебсајт =
| спорт = Боб
| дисциплина =
| каријера =
| лични_рекорд =
| клуб =
| репрезентација =  Уједињено Краљевство
| награде =
| медаље =

|-
! Представљајући   Уједињено Краљевство
|-
! Боб
|-
! Олимпијске игре
|-
| || 1924. Шамони || 5:48.83
|}

}}
Родни Евард Сохер (енгл. Rodney Soher; Брајтон, 27. новембар 1893 — Вестминстер, 25. јануар 1983) је био британски возач боба, који је учествовао на Зимским олимпијским играма 1924. на којим је Родни у бобу, четвороседу заједно са Томасом Арнолдом, Ралфом Бринеом и Александом Ричардсом освојио сребрну медаљу.